# Eulàlia Fàbregas de Sentmenat
Eulàlia Fàbregas Jacas, més coneguda pel seu nom de casada com Eulàlia Fàbregas de Sentmenat (Barcelona, 1906 - Esplugues de Llobregat, 27 de desembre de 1992), va ser una escultora catalana.
S'inicià en l'escultura als 50 anys, a partir de la mort del seu fill en un accident de cotxe. Es va formar llavors amb l'escultora Rosa Martínez Brau, i el 1964 va exposar per primer cop a la Sala Parés de Barcelona. De tendència figurativa, es va dedicar especialment al nu femení, generalment en peces de gran format –figures massisses però elegants, harmòniques i asserenades– i va realitzar també imatges religioses.
La majoria de les seves obres es troben a Barcelona, entre les quals destaquen: Mediterrània, al Palau Reial de Pedralbes (1962); Serenitat, al Parc de Cervantes (1964); Nu femení, als Jardins de Joan Maragall (1965); A Francesc Matheu, a l'Avinguda Diagonal 696, davant de l'Escola Universitària d'Estudis Empresarials (1968); i Dones a la Cascada, als Jardins de Joan Maragall (1970). També té diverses obres a Esplugues de Llobregat, especialment a Can Sentmenat: Despertar, Eva, Joventut, Diana, Maternitat –al Parc de Can Vidalet–, l’Alba –a la Carretera de Cornellà–, Ballarines, Sense nom I i II i Deessa mediterrània; així com La Dona del Parc –al parc Pou d'en Fèlix– o Al·legoria a les víctimes de les guerres –al Parc de Ca n’Hospital.
També va escriure dos llibres de poemes: En tu silencio (1962), amb pròleg de José María Pemán i Lejano Azul (1965), amb pròleg de Guillermo Díaz Plaja.

## Galeria

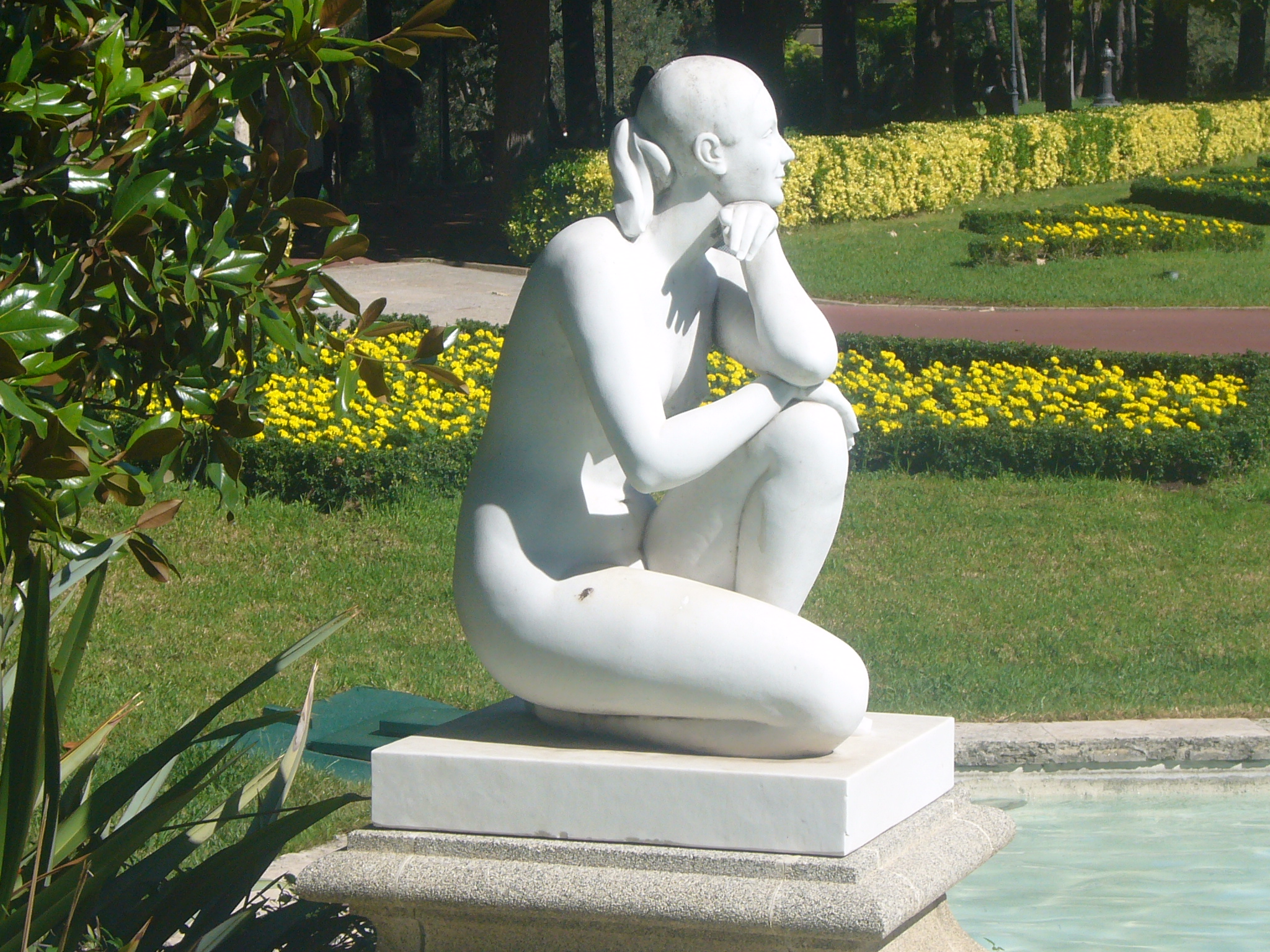
Dona a la cascada.
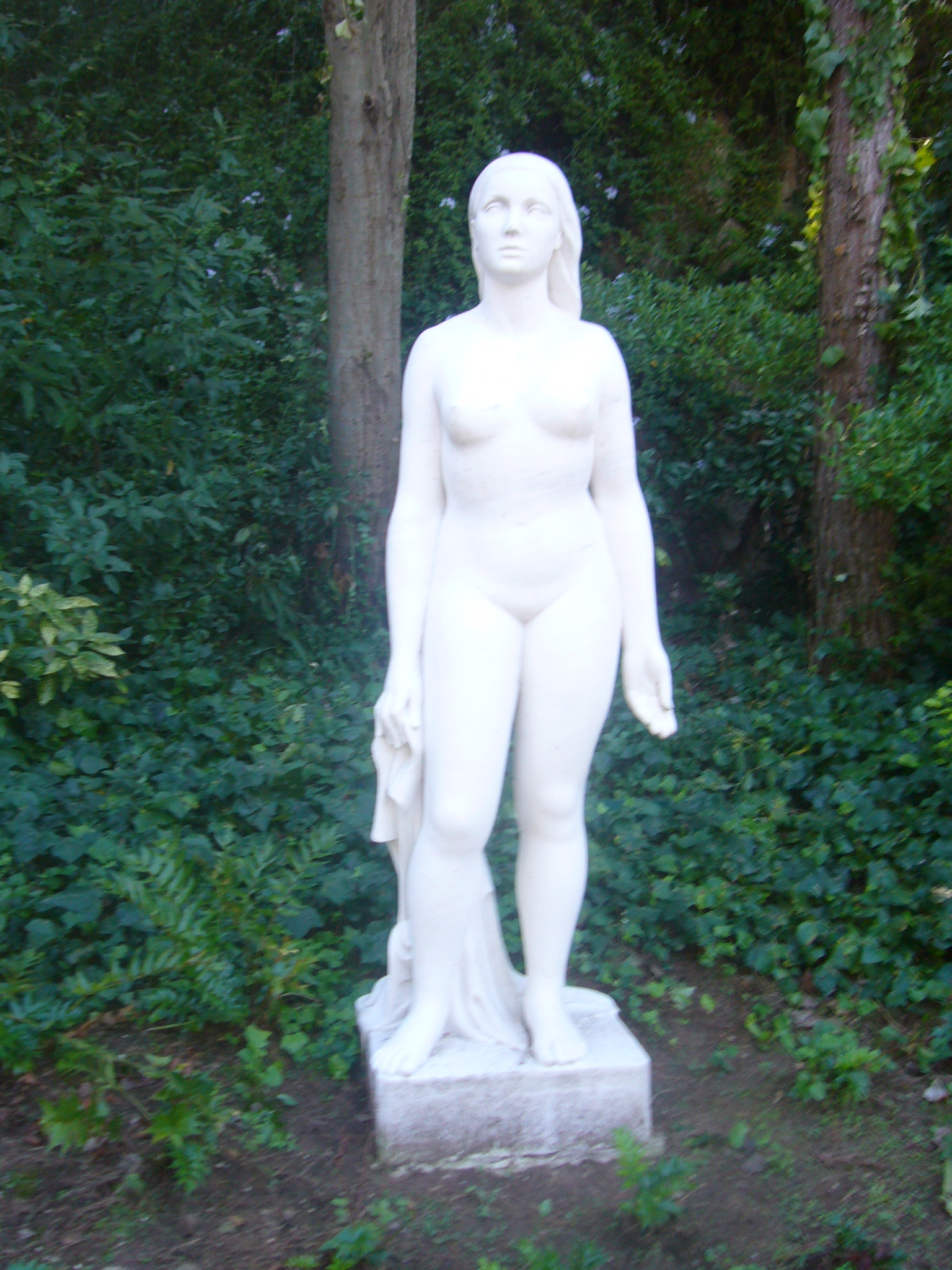
Nu femení.
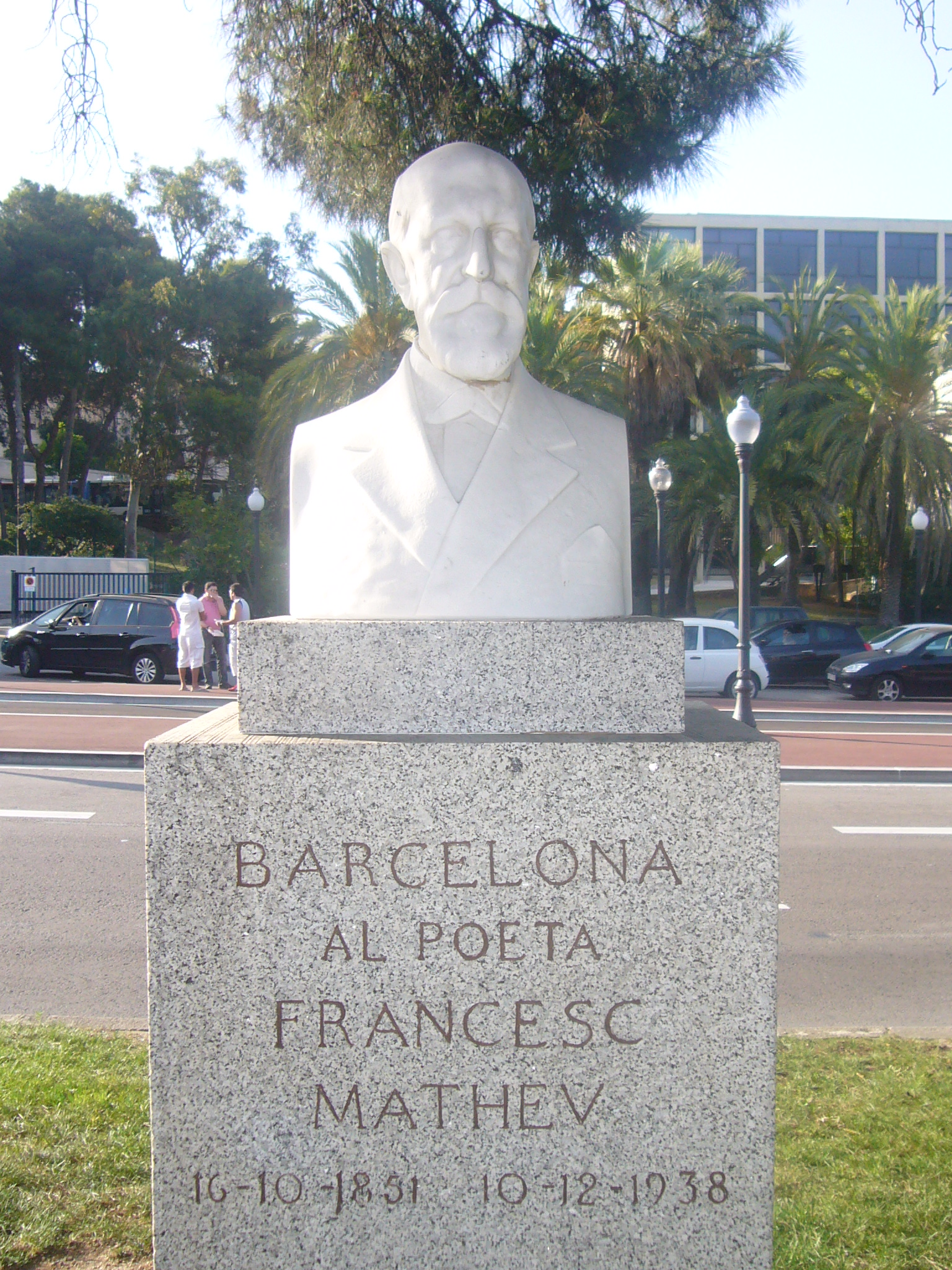
A Francesc Matheu.
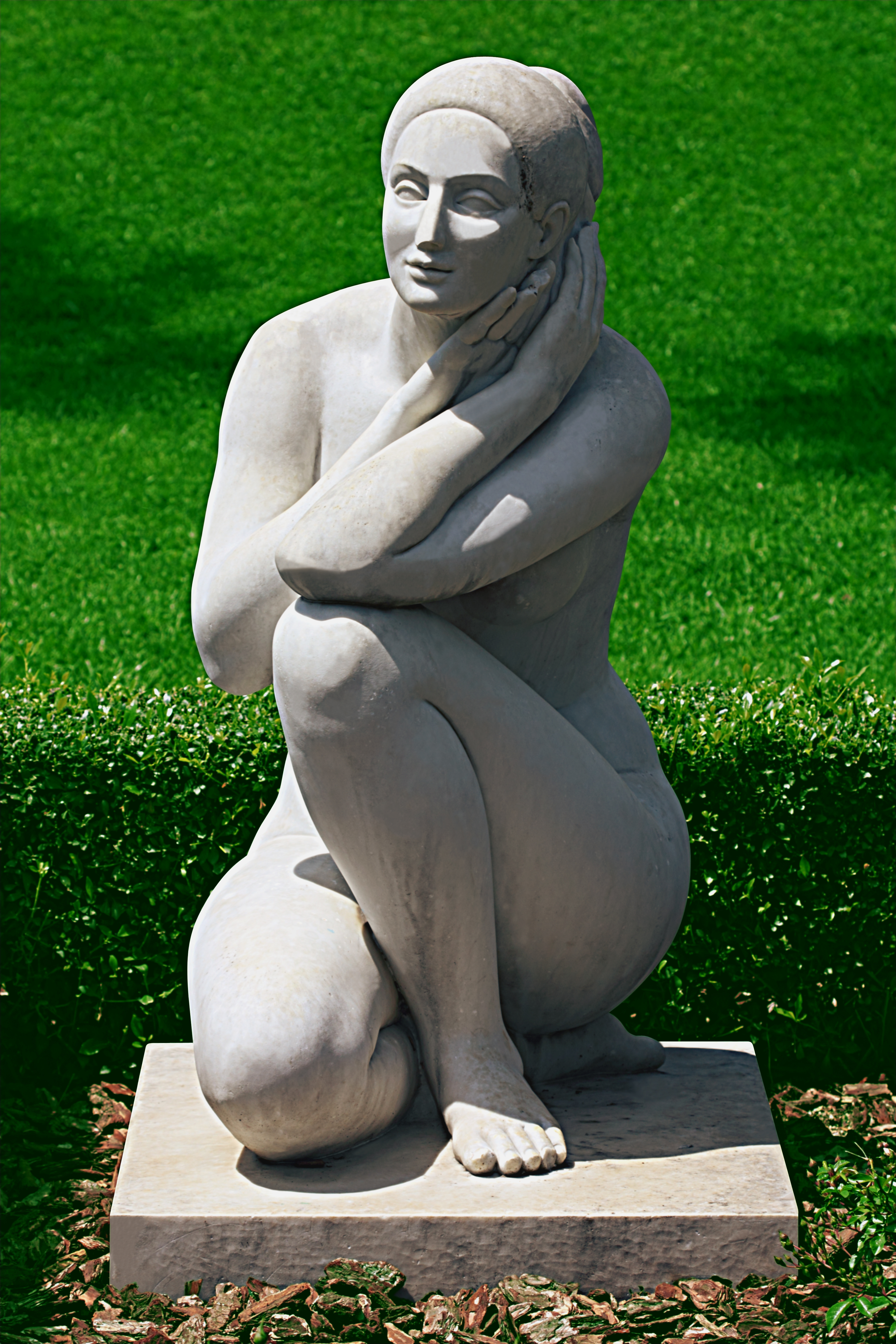
Serenitat.
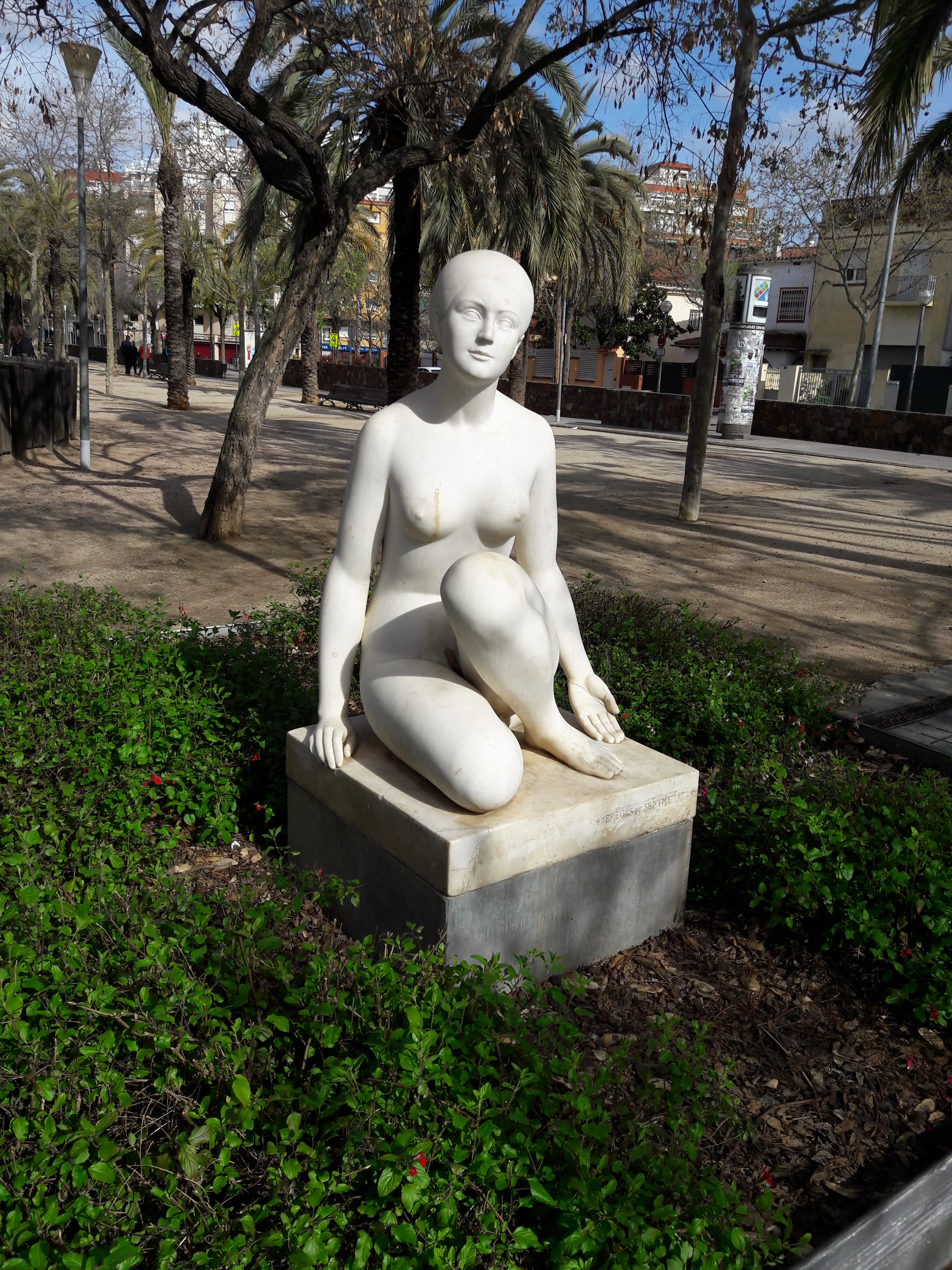
Nu de dona
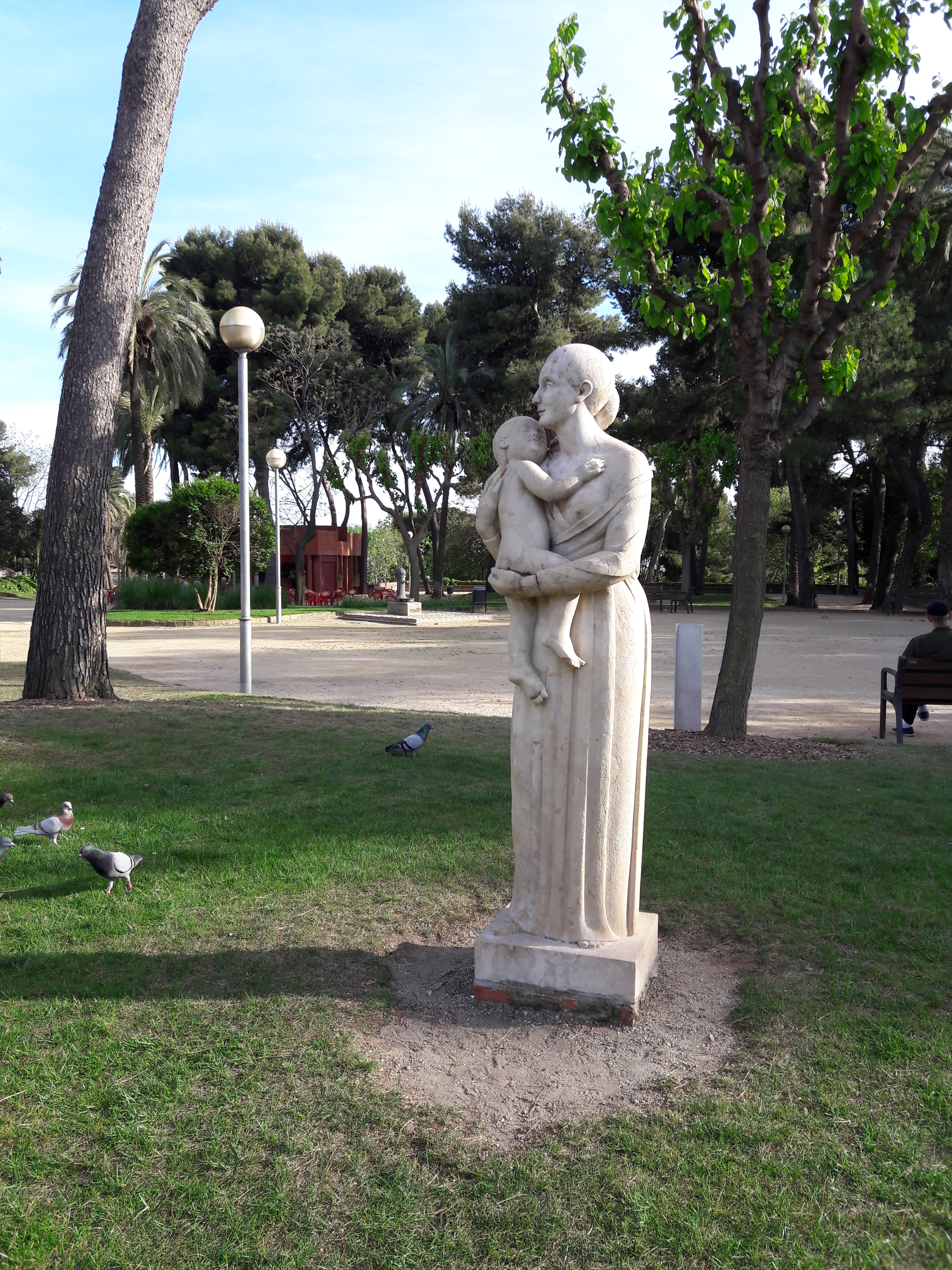
Maternitat